# King Neptune

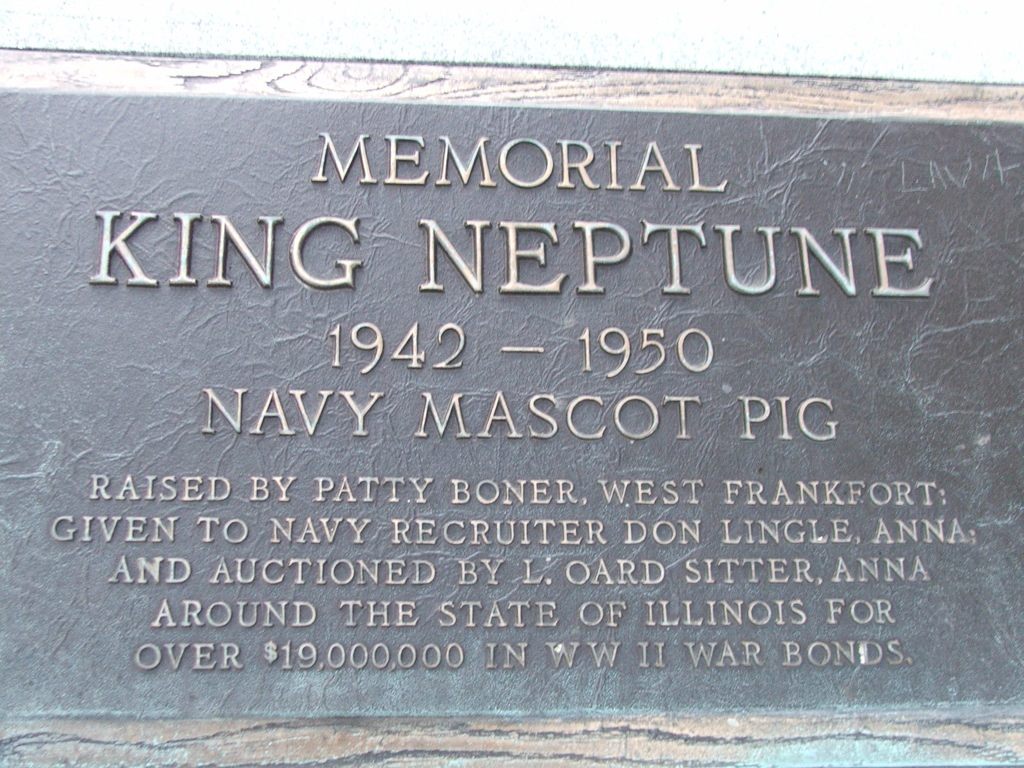
Tablica z nagrobka w pobliżu Anna (Illinois)

King Neptune (16 maja 1942–14 maja 1950) – wieprz, dzięki któremu werbownikom United States Navy udało się zebrać w latach 1942–1946 19 milionów dolarów w pożyczkach wojennych na budowę pancernika USS "Illinois" (BB-65).

## Pochodzenie
King Neptune przyszedł na świat w liczącym 12 sztuk miocie na farmie Shermana Bonera w pobliżu West Frankfort. Początkowo nazywano go Parker Neptune, po ojcu Parkerze Sensation. Opiekowała się nim córka Bonera, Patty. Neptune był świnią rasy herefordzkiej, miał czerwony tułów, biały ryj, uszy i przynajmniej dwóch nóg powyżej racic, podobnie do herefordzkiej rasy bydła. 5 grudnia 1942 r. Boner przekazał zwierzę organizacji 4-H. Kinga, przeznaczonego na ruszt jako atrakcję zbiórki pieniędzy, ocalił jeden z werbowników, poddając pomysł innego wykorzystania zwierzęcia.

## Zbieranie funduszy
Werbownik marynarki Don C. Lingle, pochodzący z Anny w stanie Illinois i pracujący w biurze w Marion, zdecydował się na sprzedaż na aukcji świni, by fundusze wykorzystać na zakup pożyczek wojennych. Lingle i prowadzący aukcje L. Oard Sitter podróżowali po południowym Illinois sprzedając Neptune'a i zbierając pieniądze na pancernik "Illinois", który był wtedy budowany. Czasem zdarzało się, że na aukcji sprzedawano pojedyncze części świni: jej chrząkanie sprzedano za 25 dolarów przynajmniej raz. Po każdej aukcji King Neptune był zwracany prowadzącym akcję. Duże zapotrzebowanie na występy świni spowodowało, że wyruszyła w podróż po całym stanie. Często ubierano ją w niebieską derkę, koronę i srebrne kolczyki.
8 marca 1943 r. gubernator stanu Illinois, Dwight H. Green, kupił świnię za milion dolarów w imieniu stanu. Na tej samej aukcji szczecina świni została sprzedana za kwotę 500 dolarów.
Na początku 1945 r. został wypisany czek na świnię. Bank zapytał Lingle'a o możliwość udzielenia przez świnię podpisu na czeku.
W rezultacie powodzenia akcji Lingle został awansowany do stopnia starszego bosmana.
Większość występów knura była sponsorowana przez lokalne kluby Elk, zaś sam Neptune był dożywotnim członkiem oddziałów stowarzyszenia w Marion, Freeport i Harrisburgu.
W czasie całej akcji zbiórki funduszy przy pomocy King Neptune'a uzbierano 19 milionów dolarów, co jest ekwiwalentem około 200 milionów dolarów po przeliczeniu w 2007 roku.

## Po wojnie
W 1946 Neptune miał zostać wysłany do chicagowskiej rzeźni, ale Lingle przejął na własność świnię i umieścił ją na miejscowej farmie, gdzie spędziła resztę życia.
King Neptune zdechł na zapalenie płuc na farmie Ernesta Goddarda w pobliżu Anny 14 maja 1950 r., dwa dni przed 8 urodzinami. Został pochowany z wojskowymi honorami w odległości około 6 mil na wschód od Anny, w pobliżu drogi Illinois route 146 w miejscu, które stało się znane jako King Neptune Park. W 1956 Lingle planował podarować dodatkowe 10 akrów otaczających miejsce pochówku, by były używane jako Naval Reserve National Park. Plan ten nie został zrealizowany i w 1958 budowa Interstate 57 spowodowała tymczasowe przeniesienie nagrobka świni. W 1963 wybrano nowe miejsce, oddalone mniej niż milę na wschód od skrzyżowania I-57 / IL-146 (37°26′44,76″N 89°07′53,80″W/37,445767 -89,131611). Pod koniec lat 80., po zniszczeniu poprzedniego pomnika przez wandali, władze Illinois umieściły drugi pomnik upamiętniający świnię w pobliżu położonej przy parkingu drogi I-57(37°27′57,0″N 89°07′55,7″W/37,465833 -89,132139).
Na nagrobku umieszczono napis 

King Neptune (1941–1950) Pochowany tu – King Neptune, słynna świnia – maskotka Marynarki sprzedawana na aukcjach za sumę $19,000,000.00 w pożyczkach wojennych 1942–1946, by pomóc uczynić świat wolnym.

Rok urodzenia zwierzęcia został pomyłkowo podany jako 1941 na pierwszym pomniku, ale został poprawiony na 1942 na drugim.

## Podobne przedsięwzięcia
W Oklahomie szorthorn mięsny i "General Grant" (byk rasy hereford) były także sprzedawane na aukcjach. Zebrano w ten sposób około 2 milionów dolarów w pożyczkach wojennych.